# Ophiopristis mitsuii
Ophiopristis mitsuii är en ormstjärneart som beskrevs av Murakami 1942. Ophiopristis mitsuii ingår i släktet Ophiopristis och familjen knotterormstjärnor. Inga underarter finns listade i Catalogue of Life.